# Puente de Santiago
Puente de Santiago – most w Saragossie, na rzece Ebro o długości 187 metrów. Zbudowany został zgodnie z projektem Tomása Mur Vilaseca. Otwarcia mostu dokonał alkad miasta Luis Gómez Laguna 13 marca 1967 roku.
Most ma 3 przęsła o rozpiętości 38 m, 44 m i 38 m. Ma 2 pasy ruchu w każdym kierunku, dwa tory tramwajowe oraz dwa chodniki. Jego budowa była motywowana potrzebą połączenia starej części miasta z przedmieściami większą liczbą mostów. Łączy ulicę Avenida de los Pirineos z ulicą Avenida de César Augusto. Został odremontowany w 2008 roku z okazji światowej wystawy Expo 2008. W 2013 roku most przebudowano, przeprowadzając tory tramwajowe, wykorzystane obecnie przez tramwaje linii nr 1.
Przy budowie mostu robotnicy pracowali systemem krótkich zmian. Wynikało to z tego, że przebywali oni pod ciśnieniem w kesonach, umieszczonych na dnie koryta rzeki.